# Церква Святої Трійці (Бансько)
Церква Святої Трійці — храм Неврокопської єпархії Болгарської православної церкви, розташований в болгарському місті Бансько. Входить до переліку 100 туристичних об'єктів Болгарії під № 1.

## Історія
Дозвіл на будівництво церкви було отримано у 1833 році, головний будівельник — Димитър Доюв. У будівництві брали участь 350 майстрів — мулярів, будівельників і різьбярів, а також добровольців з села. Церква була закінчена 1835-го і є псевдо-базилікою.
Вісім великих ікон іконостасу, роботи видатного представника Банської школи мистецтв Димитъра Молерова, створені у 1839—1841.

## Галерея

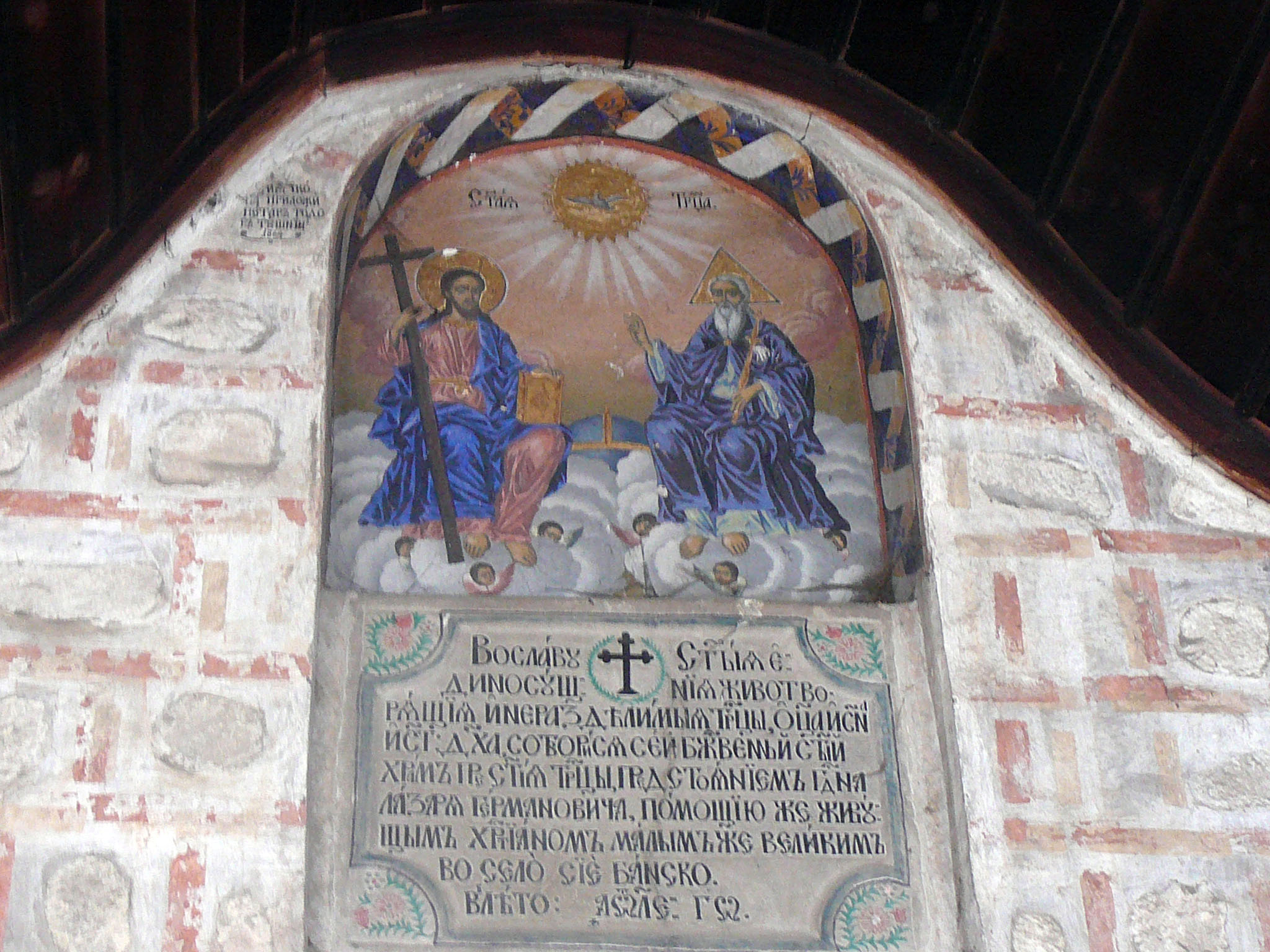
Фреска над входом
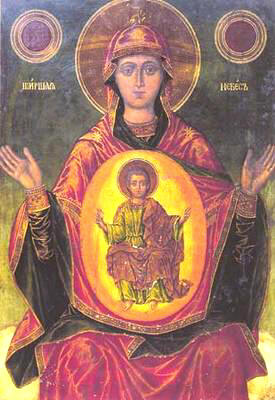
Пресвята Богородиця, ікона 1860 р.
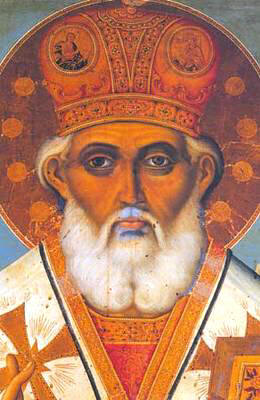
Святитель Микола Чудотворець, ікона 1840 р.
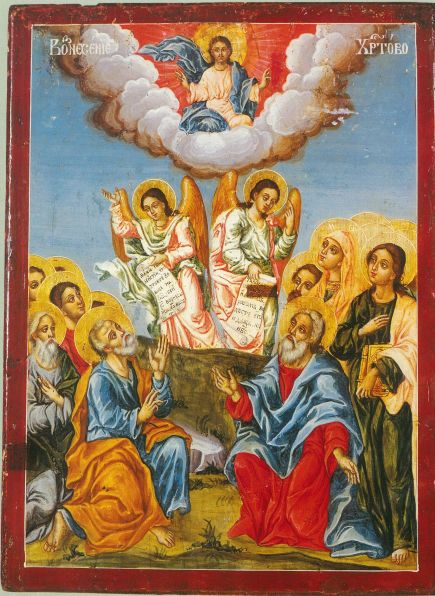
Вознесіння Господнє, ікона початку XIX століття

## Дзвіниця
У 1850 році в північній частині цвинтаря була побудована велика кам'яна дзвіниця з годинником. Дзвіниця ідеально поєднується з архітектурою церкви і відіграє важливу роль у формуванні силуету міста.